# Лизис

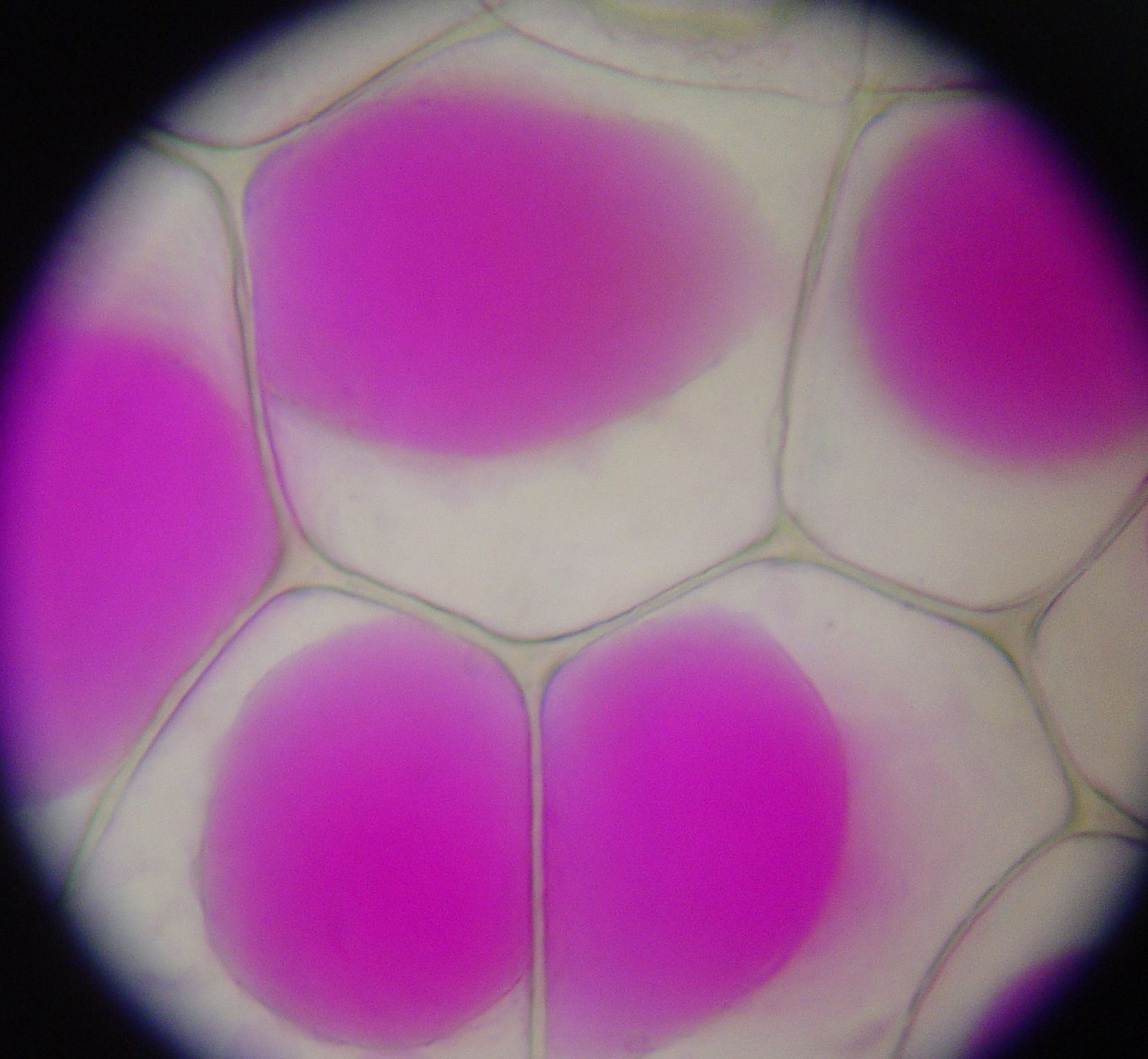
Плазмолиз

Ли́зис (др.-греч. λύσις «разделение») — растворение клеток и их систем, в том числе микроорганизмов, под влиянием различных агентов, например ферментов, бактериолизинов, бактериофагов, антибиотиков. Продукт лизиса = лизат.
Также в медицинской практике может обозначать период постепенного и медленного падения температуры при инфекционных заболеваниях; антоним термину кризис.
В хирургии существует термин адгезиолизис — разделение, рассоединение спаек (см. спайка I.2), образовавшихся вследствие того или иного патологического процесса.

## Лизатотерапия в ветеринарии
Лизатотерапия (гистолизатотерапия) — применение лизированных тканей, взятых от здоровых животных.
Лизаты вводят подкожно или внутримышечно в дозах в среднем 0,05 — 0,1 мл/кг массы тела животного, 2-3 инъекции с интервалом 3-5 дней.
Стимулирующее действие лизатотерапии оказывают продукты гидролиза белков: альбумозы, пептоны, полипептиды и аминокислоты.
В зависимости от сырья, от органа или ткани, из которых готовят лизаты, препараты называют:
- гидролизат (изготавливают из дефибринированной крови, например, гидролизин Л-103),
- лактолизат,
- гемолизат (применяется, например, при анемиях),
- гепатолизат,
- овариолизат (специфическое действие: ускоряет развитие яичников),
- тестолизат (лизаты из половых желёз),
- кардиолизат (лизат из сердца) и др.